# Јосип Броз Тито (филм)
Јосип Броз Тито је југословенски филм из 1980. године. Режирао га је Крсто Шканата који је и писао сценарио.

## Улоге
| Глумац          | Улога                              |
| --------------- | ---------------------------------- |
| Јосип Броз Тито | Јосип Броз Тито (глуми самог себе) |